# Луї Фейяд
Луї́ Фейя́д (фр. Louis Feuillade; 19 лютого 1873, Люнель, Еро, Франція — 26 лютого 1925, Ніцца, Франція) — кінорежисер та сценарист періоду німого кіно Франції.

## Біографія та творчість
Луї Фейяд народився 19 лютого 1874 року в містч Люнель (департамент Еро, Франція). Від сімейної справи з продажу вин, Фейяд, який замолоду захоплювався написанням віршів, п'єс і водевілів, відмовився на користь ремесла журналіста. 1898 року, після смерті його батьків, він залишає сімейну справу на своїх братів, і від'їжджає до Парижа. Починав як журналіст у газеті La Croix («Ля Круа»), був секретарем редакції «Ревю мондіаль», актором-любителем.
У 1905 році Фейяд познайомився з директором студії «Gaumont» й отримав замовлення на сценарій фільму, з наступного року починає працювати режисером цієї ж студії, де і зняв свій перший самостійний фільм. Ставши художнім керівником студії «Gaumont» Фейяд докладав зусиль, щоб створити хорошу трупу акторів; згодом вона розділилася на декілька груп, що працювали під керівництвом навчених ним режисерів.
У 1911—1913 роках Фейяд знімає серію фільмів „La vie telle qu'elle est“ («Життя, як воне є»: «Добрі люди», «Доля матерів», «Міст над безоднею» та ін.), які нагадують романи, написані для «доброчесної преси», а в програмному оголошенні цієї серії було написано, що в ній будуть показані високоморальні й повчальні сцени, які «кожен може побачити в житті». На думку Мікеланджело Антоніоні: «…Луї Фейяд намагався відірватися від водевілів, від мелодрами, від історичних фільмів, засилля яких було в ті роки. Він відверто назвав серію своїх перших стрічок „La vie telle qu'elle est“, тим самим ніби оголосивши себе прибічником реалізму. Проте його „Гадюки“ та „Вада“ не мали очікуваного успіху, і тоді Фейяд кинувся робити „Фантомаса“, що принесло йому гроші і славу».
Мода на кримінальні серії у Франції в той час посилювалася як у кіно, так і в популярних виданнях і в 1913—1914 роках Фейяд знімає серію з п'яти фільмів про Фантомаса («Фантомас», «Фантомас проти Жюва», «Мрець, який вбиває», «Фантомас проти Фантомаса», «Підставний суддя») у жанрі кримінальної мелодрами, з елементами чорного гумору. Фільми об'єднані особами головних, а іноді й другорядних героїв, але кожна — з незалежним сюжетом. Перша серія «Фантомаса» вийшла 23 квітня 1913 року, вона тривала понад годину, при цьому цензури зазнала знаменита афіша фільму: з руки гіганта-лиходія в циліндрі і напів-масці, який переступає через зменшений Париж було вилучено скривавлений кинджал. Фільм відразу викликав сенсацію; коли Рене Наварр, виконавець Фантомаса, з'являвся на вулиці, його одразу ж оточував натовп.
Під час Першої світової війни Луї Фейяд був мобілізований і більше року провів у війську. Повернувшись 1915 року він знову став художнім керівником кіностудій в Бельвілі. У 1915—1916 роках він знімає фільм в 10 епізодах «Вампіри», з «назвами, що говорять»: «Червона криптограма», «Примара», «Зникнення мерця», «Сатана», «Укладач отрут», «Владика грому», «Перерване свято», «Криваве весілля» та ін. Серіал зробив дуже популярною актрису Мюзидору, першу «рокову жінку» в історії кіно. Фейяд працював без готового сценарію, так Андре Базен, відмітив, що режисер поняття не мав, що «станеться далі та знімав крок за кроком, оскільки натхнення прибуває ранком, таким чином, і автор і глядач були в тій самій самій ситуації». Спочатку префект поліції Лепін заборонив перший епізод, який виставив поліцейських у безглуздому вигляді, проте через тиждень фільм вийшов у прокат без купюр.
Луї Арагон писав у 1918 році про «Вампірів» і акторку: «Я готовий захищати ці поліцейські фільми, які були такими ж виразниками своєї епохи, як свого часу лицарські романи, романи „манірні“ або „вільнодумні“». Пізніше Фейяд знімає фільми «Жюдекс» і «Нова місія Жюдекса», кожен з яких налічує більше 10 епізодів, і які критики характеризують як зняті в жанрі кінороману, але оскільки можливості жанру були дуже обмеженими, після двох цих серій режисер став повторюватися. Луї Деллюк суворо оцінював ці стрічки:
|                | Я звинувачую Фейяда не за те, яким він став, а за те, яким він не став. Ця людина приводить мене у відчай. Адже він ближче до мистецтва кіно, ніж величезна більшість французьких кінопрацівників. Він розуміє — сам того не усвідомлюючи, — що таке істинне кіномистецтво. Чому ж у нього бракує сміливості? Чому у нього немає крил? Адже йому було б так легко злетіти… |
| — Жорж Садуль, | |

Фейяд за межами серійних романів-фейлетонів намагався працювати у великосвітській драмі. Він зняв «Минуле Моніки», «Втечу Лілі», «Інший», «З пов'язкою на очах» «Маріонетки» (1917—1918); усі ці стрічки пройшли непоміченими і режисер був вимушений повернутися до екранізації романів-фейлетонів.
Луї Фейяд працював в різних жанрах: знімав історичні стрічки («Бенвенуто Челліні»), мелодрами і комедії, використав Біблейські сюжети («Єрусалимський сліпий», «Сім смертних гріхів», «Розп'яття Христа»), багато його фільмів характеризують як «фантастичний реалізм». В цілому він зняв 634 фільми багато з яких багатосерійні, до того ж до більшості з них режисер ще написав сценарії. Кінематографічні прийоми, вперше застосовані Фейядом, отримали в кіно свій подальший розвиток.
Помер Луї Фейяд 26 лютого 1925 року в Ніцці від наслідків перитоніту.

## Значення
Луї Фейяд був одним з піонерів натурних зйомок; його також називають основоположником прийому саспенс. Його «Фантомасу», приписують першу послідовну «кульмінацію». Після фільмів про Фантомаса він став популярним у колі молодих паризьких літераторів і художників (дадаїстів, сюрреалістів), і крім того кінематографічний Фантомас приваблював сюрреалістів сильніше, ніж літературний.
Франсуа Трюффо, порівнював значення творчості Луї Фейяда для історії французького кіно з роллю, яку в літературі попереднього століття зіграв Александр Дюма (батько). Про нього з похвалою відгукувалися Ален Рене, Жан-Люк Годар, Луїс Бунюель.

## Вибрана фільмографія

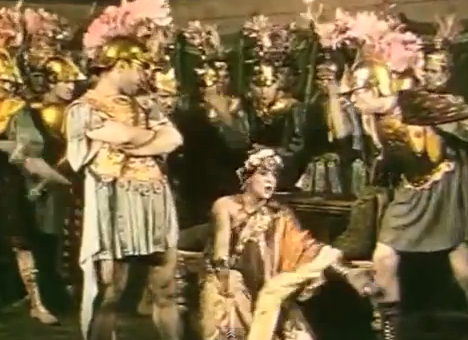
Кадр з фільму «Геліогабал» (1911)

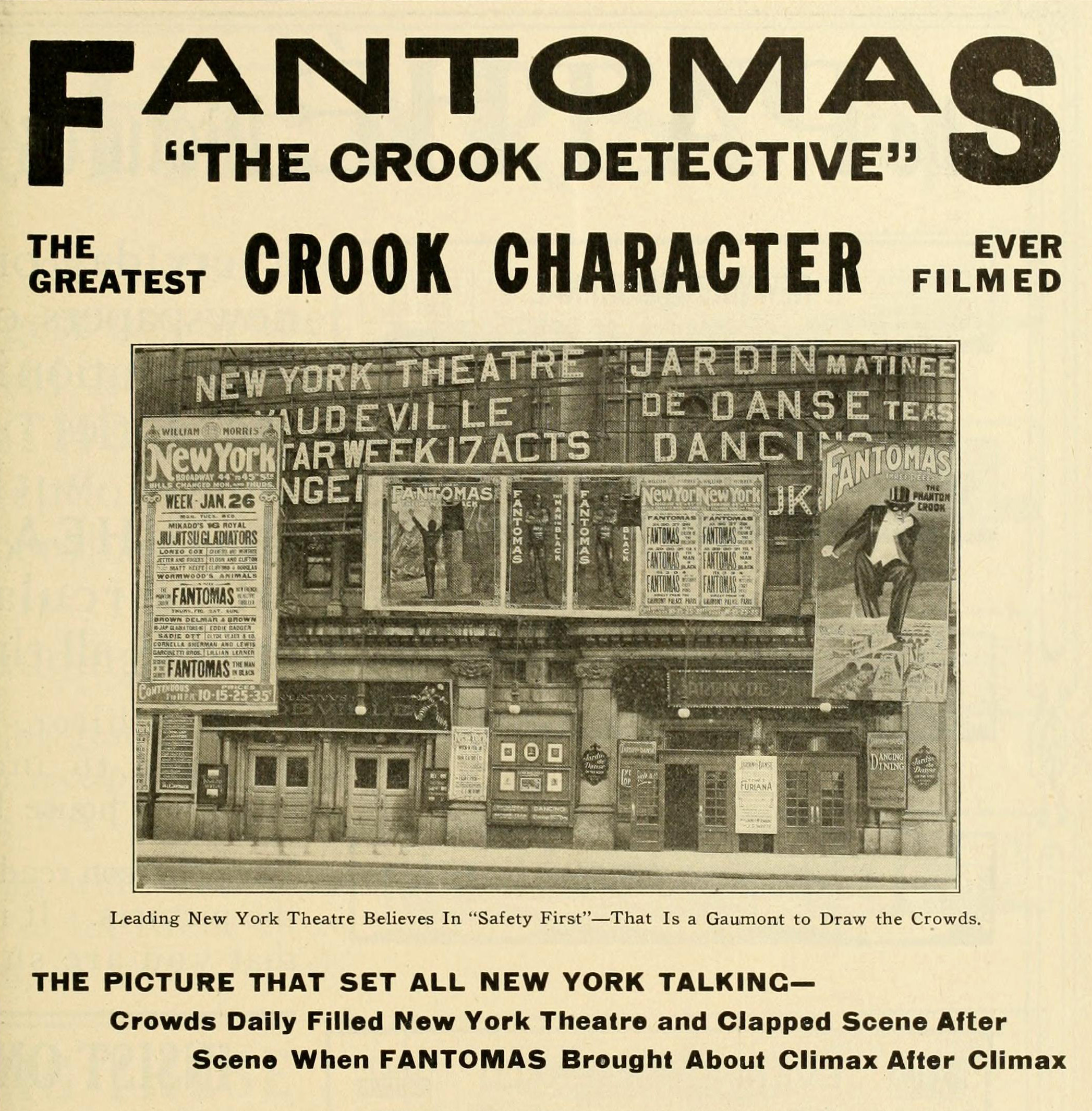
Плакат до фільму «Фантомас» (1914)

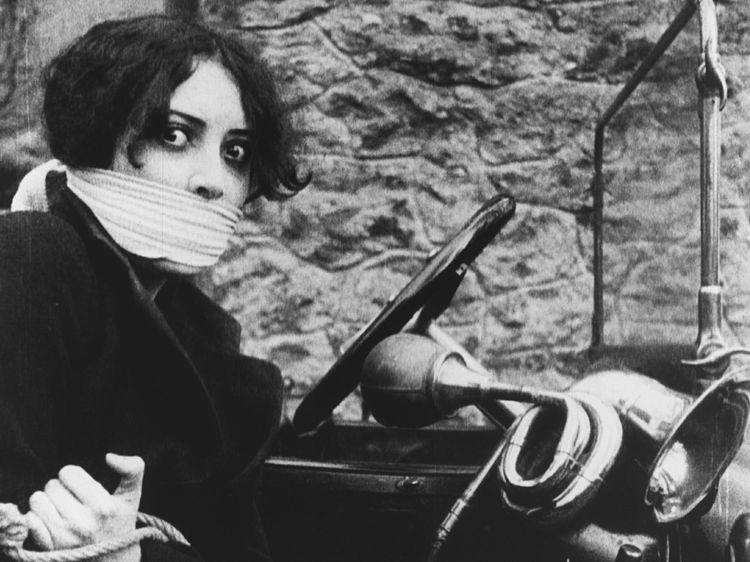
Кадр з фільму «Вампіри» (1915)

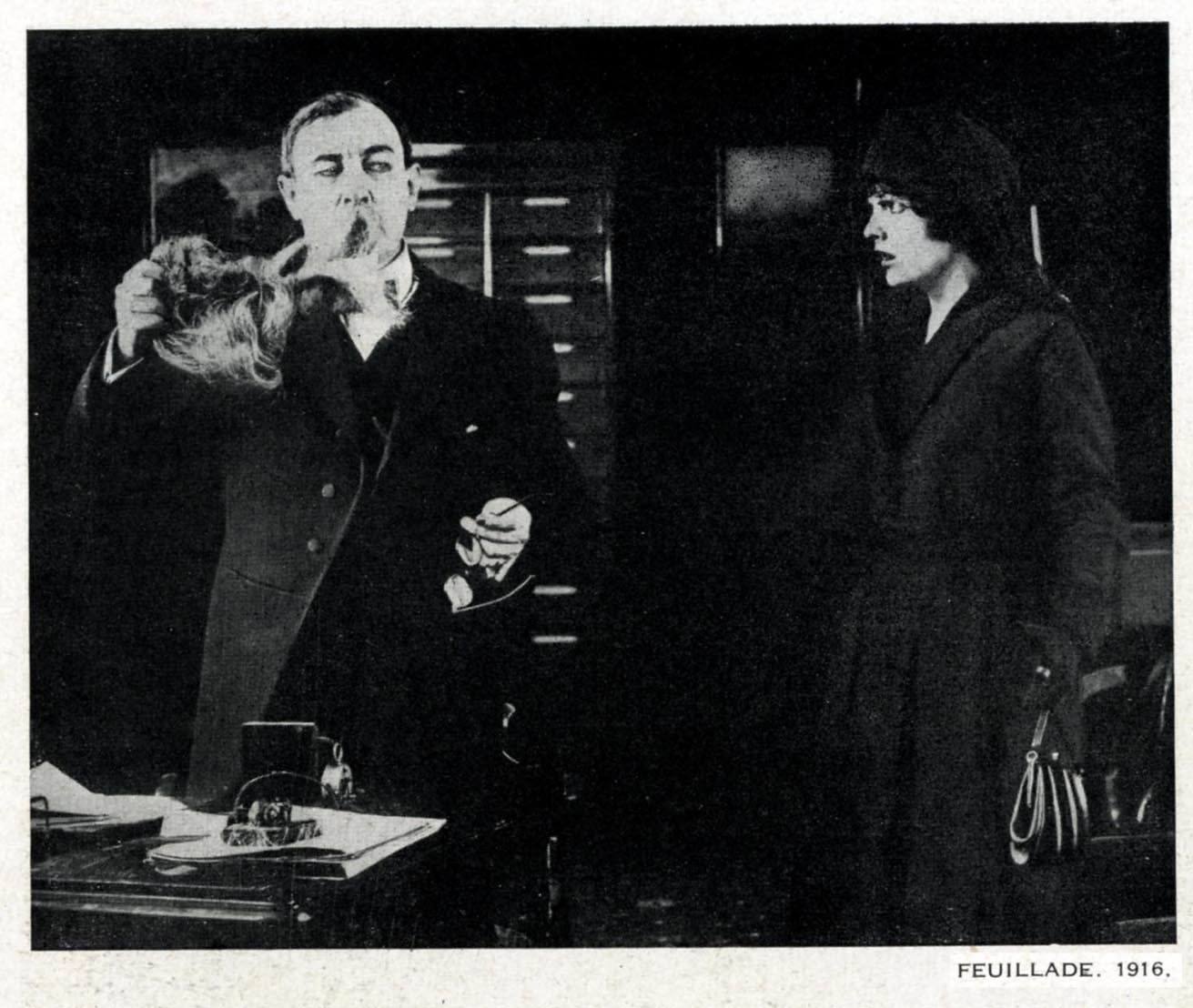
Кадр з фільму «Жюдекс» (1916)

- 1906 : Двоє хлопчаків / Les deux gosses
- 1906 : Чай у консьєржки / Le Thé chez la concierge
- 1906 : Мірей / Mireille
- 1907 : Хутряна шапка / Le bonnet à poil
- 1907 : Намагнічена людина / L'homme aimanté
- 1907 : Погоня за гарбузами / La course aux potirons
- 1907 : Полотер / Le frotteur
- 1907 : Розповідь полковника / Le récit du colonel
- 1907 : Чотирирічна героїня / Une héroïne de quatre ans
- 1908 : Прометей / rométhée
- 1908 : Дуже мила пані / Une dame vraiment bien
- 1908 : У кожної пісні є своя доля / Les chansons ont leur destin
- 1909 : Наявність дітей / La Possession de l'enfant
- 1909 : Юдіфь і Олоферн / Judith et Holopherne
- 1909 : Фея піщаного берега / La fée des grèves
- 1909 : Гугеноти / Le huguenot
- 1910 : Андре Шеньє / André Chénier
- 1910 : Бенкет Валтасара / Le festin de Balthazar
- 1910 : Розп'яття / Le Christ en croix
- 1911 : Порок / La tare
- 1911 : Трест, або Битва грошей / Le trust, ou les batailles de l'argent
- 1911 : Римська оргія / L'orgie romaine
- 1911 : Геліогабал / Héliogabale
- 1911 : Карл VI / Charles VI
- 1911 : Король / Le roi
- 1911 : Життя як воно є / La vie telle qu'elle est
- 1912 : Доля матерів / Le destin des mères
- 1912 : Дитина стріляє в ціль (/ Bébé tire à la cible
- 1912 : Серце і гроші / Le coeur et l'argent
- 1912 : Карлик / Le nain
- 1912 : Життя або смерть / La vie ou la mort
- 1912 : Людина-хижак / L'homme de proie
- 1912 : Наполеон / Napoléon
- 1912 : Добрі люди / Les braves gens
- 1912 : Міст над безоднею / Le pont sur l'abîme
- 1912 : Одержимість / La hantise
- 1913 : Трагічна помилка / Erreur tragique
- 1913 : Таємниця каторжника / Le secret du forçat
- 1913 : Бу де Зан краде слона / Bout-de-Zan vole un éléphant
- 1913 : Фантомас / Fantômas
- 1913 : Фантомас, людина для гільйотини / Fantômas — À l'ombre de la guillotine
- 1913 : Жюв проти Фантомаса / Juve contre Fantômas
- 1913 : Агонія Візантії / L'agonie de Byzance
- 1913 : Мрець, який вбиває / Le mort qui tue
- 1914 : Оскар і Кікі — модистки / Oscar et Kiki la midinette
- 1914 : Фантомас проти Фантомаса / Fantômas contre Fantômas
- 1914 : Фальшивий суддя / Le faux magistrat
- 1914 : Северо Тореллі / Severo Torelli
- 1914 : Маленька Андалузія / La petite Andalouse
- 1915 : Вампіри / Les vampires
- 1915 : Пустощі Філош / L'escapade de Filoche
- 1916 : Жюдекс / Judex
- 1916 : Полковник Бонтан / Le colonel Bontemps
- 1916 : Шлюб за розрахунком / Un mariage de raison
- 1916 : Заручення Агенора / Les fiançailles d'Agénor
- 1917 : Жюдекс: Пробачення кохання / Judex: Le pardon d'amour
- 1917 : Нова місія Жюдекса / La nouvelle mission de Judex
- 1917 : З пов'язкою на очах / Le bandeau sur les yeux
- 1917 : Минуле Моніки / Le passé de Monique
- 1917 : Мій дядько / Mon oncle
- 1917 : Дезертир / La déserteuse
- 1918 : Ті Мінь / Tih Minh
- 1919 : Баррабас / Barrabas
- 1921 : Дві дівчинки / Les deux gamines
- 1921 : Сирітка / L'orpheline
- 1921 : Паризетта / Parisette
- 1923 : Віндікта / Vindicta
- 1923 : Паризькі дівчатка / Le gamin de Paris
- 1924 : Клеймо / Le stigmate
- 1924 : Сирота з Парижа / L'orphelin de Paris
- 1924 : П'єрро, П'єрретта / Pierrot, Pierrette
- 1924 : Люсетта / Lucette
- 1924 : Дівчина, що добре охороняється / La fille bien gardée